# جيف بيترسون
جيف بيترسون (بالإنجليزية: Jeff Peterson)‏ هو ممثل أمريكي، ولد في 24 يناير 1978 في دنفر في الولايات المتحدة.

## وصلات خارجية
- جيف بيترسون على موقع IMDb (الإنجليزية)
- جيف بيترسون على موقع قاعدة بيانات الفيلم (الإنجليزية)